# Bitnami
Bitnami是一个开源项目，为开源的Web应用程序、开发堆栈以及虚拟设备提供安装程序或安装软件包。Bitnami由Bitrock公司赞助，其为2003年在西班牙塞维利亚由Daniel Lopez Ridruejo创立。Bitnami stacks用于在Linux、Windows、Mac OS X和Solaris上安装软件。

## 概述
BitNami stacks可用于部分流行的Web应用程序的安装（如WordPress、Drupal、Joomla!、MediaWiki和eXo平台）。BitNami stacks除了应用程序本身，还包含了用以运行该应用程序所需的其它软件。例如，一个WordPress stacks包含了WordPress，以及管理数据的MySQL数据库，伺服页面的Apache Web服务器，管理MySQL的phpMyAdmin。
2009年2月13日，BitNami发布了Enano CMS web stack。
2009年7月起，BitNami还提供即用的虚拟机服务。
2010年2月，BitNami发布了BitNami云托管服务，BitNami为Amazon EC2服务器用户提供开源服务器应用的自动化部署、监控和备份服务。

## 可用软件列表
- Alfresco（英语：Alfresco）
- Apache Roller（英语：Apache Roller）
- CMS Made Simple
- Concrete5（英语：Concrete5）
- Coppermine Photo Gallery（英语：Coppermine Photo Gallery）
- Diaspora
- Django
- DokuWiki
- Drupal
- eXo Platform（英语：eXo Platform）
- eZ Publish（英语：eZ Publish）
- Gitlab
- Joomla
- KnowledgeTree（英语：KnowledgeTree）
- Liferay（英语：Liferay）
- MAMP（英语：MAMP）
- Magento（英语：Magento）
- Mantis Bug Tracker
- MediaWiki
- Moodle
- OpenERP
- phpBB
- Piwik（英语：Piwik）
- Pootle（英语：Pootle）
- Limesurvey
- Redmine
- Subversion
- SugarCRM
- Trac
- TYPO3
- Weblate
- WordPress